# Weather Systems
Weather Systems deveti je studijski album engleskog rock-sastava Anathema. Diskografska kuća Kscope objavila ga je 16. travnja 2012. u Europi, a The End Records 24. travnja 2012. u SAD-u. Album je snimljen u Liverpoolu, Sjevernom Walesu i Oslu, mjestima koja su značajna za prošlost, sadašnjost i budućnost Anatheme. Ploču su producirali članovi skupine Vincent Cavanagh i Daniel Cavanagh, kao i Christer-André Cederberg.
Album je snimljen i izdan između odlaska Lesa Smitha i stalnog pridruživanja člana uživo Daniela Cardosa. Prvi je album sastava na kojem nema stalnog klavijaturista od albuma Judgement iz 1999.; umjesto kojeg su klavijaturističke dužnosti podijelili Vincent i Daniel Cavanagh te bubnjar John Douglas. Na budućim albumima, Cardoso će zamijeniti Douglasa kao glavnog klavijaturista sastava.
Službeni popis pjesama albuma objavljen je 2. veljače 2012.

## Popis pjesama
Tekstovi i glazba: Daniel Cavanagh, osim pjesme "The Storm Before the Calm" koju je napisao John Douglas. 
| 1.    | »Untouchable Part 1«          | 6:14 |
| 2.    | »Untouchable Part 2«          | 5:33 |
| 3.    | »The Gathering of the Clouds« | 3:27 |
| 4.    | »Lightning Song«              | 5:25 |
| 5.    | »Sunlight«                    | 4:55 |
| 6.    | »The Storm Before the Calm«   | 9:23 |
| 7.    | »The Beginning and the End«   | 4:53 |
| 8.    | »The Lost Child«              | 7:02 |
| 9.    | »Internal Landscapes«         | 8:52 |
| 55:44 |                               |      |

## Osoblje
| Anathema - Jamie Cavanagh – bas-gitara (na pjesmi "The Storm Before the Calm") - John Douglas – bubnjevi (na 2., 4. – 9. pjesmi), klavijature, programiranje (na pjesmi "The Storm Before the Calm") - Vincent Cavanagh – vokal (na 1. – 3., 6. – 9. pjesmi), prateći vokal (na pjesmi "The Storm Before the Calm"), gitara (na pjesmi "The Storm Before the Calm"), bas-gitara (na pjesmi "The Storm Before the Calm"), klavijature (na 1., 3., 5. i 9. pjesmi), programiranje (na 1., 3., 5. – 7. pjesmi), grafika, dizajn, umjetnički smjer - Daniel Cavanagh – vokal (na 5. i 8. pjesmi), gitara (na 1. – 4., 6. – 9. pjesmi), bas-gitara (na 4., 5. i 9. pjesmi), klavijature (na 1., 3., 5. i 9. pjesmi), glasovir (na 2., 3. i 8. pjesmi) - Lee Douglas – glavni vokal (na 1. – 4., 6. i 9. pjesmi), prateći vokal (na pjesmi "Sunlight") | Dodatni glazbenici - Joseph Geraci – glas (na pjesmi "Internal Landscapes") - Petter Carlsen – prateći vokal (na 1. i 2. pjesmi) - Wetle Holte – bubnjevi (na 1. i 3. pjesmi) Ostalo osoblje - Christer-André Cederberg – produkcija, inženjer zvuka, miks, bas-gitara (na 1. – 3., 5., 7. i 8. pjesmi), glasovir (na pjesmi "The Beginning and the End") - Andrea Wright – inženjer zvuka - Chris Sansom – mastering - Dave Stewart – produkcija (žice) - Steve Price – snimanje (žice) - Sarah Derat – grafika, dizajn, umjetnički smjer |

## Ljestvice
| Ljestvica (2016.)   | Najviša pozicija |
| ------------------- | ---------------- |
| Austrija            | 43.              |
| Belgija (Flandrija) | 53.              |
| Belgija (Valonija)  | 44.              |
| Nizozemska          | 18.              |
| Francuska           | 45.              |
| Njemačka            | 14.              |
| Italija             | 46.              |
| Norveška            | 28.              |
| Poljska             | 9.               |
| Švicarska           | 91.              |
| UK                  | 50.              |
| SAD                 | 22.              |